# Guilhem Olivier
Pour les articles homonymes, voir Olivier (homonymie).
Guilhem Olivier, né le 20 août 1962, est un historien français, professeur et chercheur de l'université nationale autonome du Mexique. Ce mésoaméricaniste, docteur en études latino-américaines de l'université de Toulouse Le Mirail, est un spécialiste d'histoire des religions amérindiennes.